# تشانين ساي إيار
تشانين ساي إيار (بالتايلندية: ชนินทร์ แซ่เอียะ) (5 يوليو 1992 بمحافظة تشومفون في تايلاند - ) هو لاعب كرة قدم تايلندي في مركز حراسة المرمى. شارك مع منتخب تايلاند تحت 23 سنة لكرة القدم ومنتخب تايلاند لكرة القدم. أما مع النوادي، فقد لعب مع نادي تشونبوري وSongkhla United F.C. ‏ وPattaya United F.C. (2008) ‏ وChainat Hornbill F.C. ‏ ونادي بورت وSriracha F.C. ‏.

## روابط خارجية
- تشانين ساي إيار على موقع قاعدة بيانات كرة القدم.إي يو (الإنجليزية)
- تشانين ساي إيار على موقع ناشيونال فوتبول تيمز (الإنجليزية)
- تشانين ساي إيار على موقع Soccerway.com (الإنجليزية)